# Novodonetske
Novodonetske (ukrainien : Новодонецьке, russe : Новодонецкое) est une commune urbaine de l'oblast de Donetsk, en Ukraine. Elle compte 5 698 habitants en 2021.

## Géographie
La commune urbaine se situe sur la rive nord de la rivière Vodiana, affluente de la rivière Samara, elle-même affluent de rive gauche du fleuve Dniepr. Elle se trouve à 94 kilomètres au sud-est de la ville de Donetsk.